# El Tititlal
El Tititlal eller bara Tititlal är ett samhälle i kommunen Juchitepec i Mexiko. År 2020 hade El Tititlal 127 invånare, vilket då är en fördubbling sedan folkräkningen 2010 då byn bara hade 44 invånare. Den lönsamma jordbruksindustrin i området har bidragit till detta.